# Arca (Gattung)
Arca ist eine Muschel-Gattung aus der Familie der Archenmuscheln (Arcidae); es ist die Typusgattung der Familie bzw. Unterfamilie Arcidae bzw. Arcinae.

## Merkmale
Die gleichklappigen, meist bauchigen Gehäuse sind mittelgroß bis groß und erreichen eine maximale Länge von etwa zehn Zentimetern. Sie sind annähernd trapezoidal bis rechteckig, bei manchen Arten wird die größte Breite im hinteren Gehäuseteil erreicht. Sie sind immer deutlich länger als hoch (meist L/H-Index >1,5 bis über 2). Die breiten Wirbel liegen weit auseinander und sind nach vorne eingekrümmt. Sie liegen vor der Mitte des Dorsalrandes, d. h. das Gehäuse ist hinter dem Wirbel immer mehr oder weniger deutlich länger als vor dem Wirbel. Ein Byssus ist immer vorhanden; etwa in der Mitte des Ventralrandes befindet sich die Durchtrittsstelle für den Byssus. An dieser Stelle klaffen die Klappen auch bei geschlossenem Gehäuse. Von den Wirbeln zieht ein mehr oder weniger deutlich ausgeprägter Grat (Carina) zum Übergang Hinterrand/Ventralrand. Der Hinterrand ist oft mehr oder weniger deutlich eingebuchtet. Der Ventralrand ist nicht gezähnelt. Die Gehäuse sind aber oft innerhalb einer Art recht variabel.
Der Schlossrand ist lang, gerade oder leicht geknickt oder gebogen mit vielen gleichartigen Zähnchen. Die Zähnchen stehen senkrecht, oder schräg bis fast parallel zum Schlossrand. Zwischen den Wirbeln liegt das breite Ligamentfeld mit rhombischen Mustern und oft auch mit einer Riefelung.
Die Ornamentierung besteht aus kräftigen radialen und konzentrischen Rippen, die ein Gittermuster bilden können. Viele Arca-Arten sind farbig mit lebhaften Mustern. Viele Arten besitzen einfache Augen am Mantelrand.

### Ähnliche Gattungen
Die Gehäuse der Barbatia-Arten sind meist etwas kleiner und eher länglich-eiförmig. Sie sind meist flach, d. h. nicht besonders aufgebläht. Der Dorsalrand erstreckt sich nicht über die gesamte Läge des Gehäuses. Auf dem hinteren Gehäuseteil fehlt ein Kiel vom Wirbel zum Hinterrand, oder ist nur ein schwacher Kiel ausgebildet. Die Gattung Acar hat dagegen Gehäuse, die nicht oder nur sehr wenig am Ventralrand klaffen. Auch der Grat vom Wirbel zum Hinterrand ist meist nur wenig ausgeprägt.

## Geographische Verbreitung und Lebensraum
Die Arten der Gattung bewohnen weltweit warme und tropische Meere, nur wenige Arten kommen auch bis in gemäßigte Breiten vor. Es handelt sich überwiegend um Bewohner des flacheren Wassers vom Gezeitenbereich bis etwa 100 Meter Wassertiefe. Nur wenige Arten dringen auch in größere Tiefen vor.
Die Arten der Gattung Arca sind meist Hartbodenbewohner, die sich mit Byssusfäden an Hartsubstrat anheften.

## Taxonomie
Die Gattung wurde schon 1758 von Carl von Linné aufgestellt. Typusart ist die Arche Noah-Muschel (Arca noae) durch spätere Bestimmung. Die MolluscaBase weist der Gattung Arca derzeit 28 Arten zu. Dazu kommen noch eine große Anzahl fossiler Arten, die noch nicht vollständig erfasst sind.
- Gattung Arca Linné, 1758
  - Arca acuminata Krauss, 1848
  - †Arca aquila Heilprin, 1887
  - †Arca biangula Lamarck, 1805 (Eozän)
  - Arca bouvieri Fischer, 1874
  - †Arca budoensis Kaz. Amano, 2020
  - †Arca capulopsis Pritchard, 1901
  - †Arca chambersi Beu, 1973
  - †Arca cottoni Waghorn, 1926
  - †Arca debilis K. Martin, 1885
  - Arca despecta Fischer, 1876
  - †Arca disjuncta Deshayes, 1858 (Eozän)
  - †Arca fuscoides K. Martin, 1883
  - †Arca granifera K. Martin, 1885
  - †Arca grundensis Mayer in Sacco, 1898 (Miozän)
  - †Arca hawleyi Reinhart, 1943[3]
  - †Arca incerta K. Martin, 1883
  - †Arca kannegieteri Icke & K. Martin, 1907
  - Arca kauaia (Dall, Bartsch & Rehder, 1938)
  - †Arca kelirensis (K. Martin, 1916)
  - Arca koumaci Lutaenko & Maestrati, 2007
  - †Arca laudunensis Deshayes, 1858
  - †Arca minuata Deshayes, 1858
  - †Arca multiformis K. Martin, 1879
  - Arca mutabilis (G. B. Sowerby I, 1833)
  - †Arca natalensis W. H. Baily, 1855 (noch nicht ersetztes Homonym)
  - Arca navicularis Bruguière, 1789
  - †Arca negata Cotton, 1947
  - Arche Noah-Muschel (Arca noae Linnaeus, 1758)
  - †Arca nodosa K. Martin, 1879
  - Arca ocellata Reeve, 1844
  - Arca pacifica (G. B. Sowerby I, 1833)
  - †Arca paratina Dall, 1898
  - Arca patriarchalis Röding, 1798
  - †Arca patagonica Ihering, 1897
  - †Arca petropolitana Stenzel & E. K. Krause, 1957
  - †Arca pittensis Marwick, 1928
  - †Arca pseudoantiquata K. Martin, 1883
  - †Arca pseudonavicularis Tate, 1886
  - †Arca puntaensis del Río & Camacho, 1998
  - Arca rachelcarsonae Petuch & R. F. Myers, 2014
  - Arca reticulata Gmelin, 1791
  - †Arca rustica K. Martin, 1885
  - †Arca santamariensis Reinhart, 1937 (Pliozän)
  - †Arca singularis K. Martin, 1885
  - †Arca sinuata K. Martin, 1885
  - †Arca sisquocensis Reinhart, 1937 (Pliozän)
  - †Arca sobrina Pilsbry & C. W. Johnson, 1917
  - †Arca subtrigonalis K. Martin, 1885
  - †Arca subvelata Suter, 1917
  - †Arca subvelata Suter, 1917
  - †Arca sumatrana K. Martin, 1881
  - Arca symphenacis P. G. Oliver & Chesney, 1994
  - Arca taiwanensis K.-Y. Lai & B.-S. Jung, 2020
  - †Arca thomasi Ladd, 1934
  - †Arca tjidamarensis K. Martin, 1879
  - †Arca trapeziformis K. Martin, 1879
  - Arca truncata (G. B. Sowerby I, 1833)
  - Arca turbatrix Oliver & Cosel, 1993
  - †Arca tutamoensis (Marwick, 1931)
  - Arca ventricosa Lamarck, 1819
  - Arca volucris Reeve, 1844
  - †Arca wagneriana Dall, 1898
  - †Arca waitemataensis (Powell & Bartrum, 1929)
  - †Arca washingtoniana Dickerson, 1917 (Oligozän)
  - †Arca websteri Pilsbry, 1910
  - †Arca wharekuriensis Maxwell, 1969
  - Arca zebra (Swainson, 1833)

Die Paleobiology Database verzeichnet über 80 (weitere) fossile Arten, die aber zwischenzeitlich z. T. schon anderen Gattungen zugewiesen worden sind. Die Schwierigkeit eine verlässliche Artenzahl zu nennen, besteht darin, dass die Gattung Arca früher sehr viel weiter gefasst war, heute aber in einige kleinere Gattungen aufgetrennt ist. Viele Arten verblieben nun ohne Revision bei der Gattung Arca, könnten aber vermutlich in eine der von Arca s. str. abgetrennten Gattungen eingeordnet werden.
Die MolluscaBase behandelt folgende Gattungen als Synonyme: Byssoarca Swainson, 1833, Cibota Mörch, 1853, Daphnoderma Poli, 1795 und Navicula Blainville, 1825.
Huber (2010) scheidet insgesamt vier Gruppen innerhalb der Gattung Arca aus, die er aber formal-nomenklatorisch nicht abtrennt; es sind Arca (Arca) = Arca s. str. oder die noae-Gruppe, Arca (Tetrarca) Nordsieck, 1969 oder die tetragona-Gruppe (mit Arca tetragona Poli, 1795, Arca acuminata Krauss, 1848 und Arca ocellata Reeve, 1844), die sog. avellana-Gruppe mit Arca patriarchalis Röding, 1798 (= avellana Lamarck, 1819), Arca imbricata Bruguière, 1789, Arca mutabilis (G. B. Sowerby I, 1833), Arca turbatrix Oliver & Cosel, 1993, Arca ventricosa Lamarck, 1819 und Arca volucris Reeve, 1844, und einer vierten Gruppe, die durch Arca boucardi Jousseaume, 1894 charakterisiert ist.

## Belege